# Jakiw Załewski
Jakiw Anatolijowycz Załewski, ukr. Яків Анатолійович Залевський, ros. Яков Анатольевич Залевский, Jakow Anatoljewicz Zalewski (ur. 30 maja 1980 w Wołgogradzie, Rosyjska FSRR) – ukraiński piłkarz pochodzenia rosyjskiego, grający na pozycji obrońcy, a wcześniej pomocnika.

## Kariera piłkarska

### Kariera klubowa
Wychowanek Szkoły Rezerw Olimpijskich (UOR) w Wołgogradzie. Pierwszy trener jego ojciec Anatolij Załewski. Jako junior rozpoczął karierę piłkarską w klubie Torpedo Wołżski, skąd w 1997 przeszedł do pierwszoligowej drużyny Eniergija Kamyszyn. W 1999 wyjechał do Mołdawii, gdzie bronił barw klubów Energhetic Dubosary, Sheriff Tyraspol i FC Tiraspol. Jednak w żadnym z nich nie potrafił przebić się do pierwszego składu. Potem grał w amatorskim zespole Syhnał Odessa. W styczniu 2003 próbował swoich sił w Dynamie Kijów, ale klub zrezygnował z usług piłkarza. W sezonie 2003/04 występował w drużynie Palmira Odessa, po czym przeniósł się do rosyjskiego zespołu z Dalekiego Wschodu Sachalin Jużnosachalińsk. W 2007 przeszedł do białoruskiego Tarpeda Żodzino. W sierpniu 2008 powrócił do Ukrainy, gdzie został piłkarzem Dnistra Owidiopol. W styczniu 2010 ponownie wyjechał do Białorusi, gdzie występował w FK Mińsk. W lutym 2011 podpisał kontrakt z FK Witebsk. Latem 2011 przeniósł się do FK Homel.

### Kariera reprezentacyjna
Występował w oficjalnych meczach w młodzieżowej reprezentacji Mołdawii oraz w reprezentacji Mołdawii w futsalu.